# Varese Calcio 1987-1988
Questa pagina raccoglie le informazioni riguardanti il Varese Calcio nelle competizioni ufficiali della stagione 1987-1988.

## Stagione
Nella stagione 1987-1988 il Varese ha disputato il girone B del campionato di Serie C2. Si è piazzato in ottava posizione con 31 punti.

## Rosa
| N. |                   | Ruolo | Calciatore            |
| -- | ----------------- | ----- | --------------------- |
|    | Italia (bandiera) | A     | Carlo Bresciani       |
|    | Italia (bandiera) | D     | Vincenzo Caracciolo   |
|    | Italia (bandiera) | P     | Claudio Fadoni        |
|    | Italia (bandiera) | D     | Roberto Fumagalli     |
|    | Italia (bandiera) | C     | Alessandro Furlanetto |
|    | Italia (bandiera) | A     | Antonio Gespi         |
|    | Italia (bandiera) | D     | Gioria                |
|    | Italia (bandiera) | A     | Andrea Landi          |
|    | Italia (bandiera) | C     | Giovanni Lopez        |
|    | Italia (bandiera) | D     | Giancarlo Majerna     |

| N. |                   | Ruolo | Calciatore         |
| -- | ----------------- | ----- | ------------------ |
|    | Italia (bandiera) | C     | Alessandro Mazzola |
|    | Italia (bandiera) | C     | Giuliano Melosi    |
|    | Italia (bandiera) | C     | Rocco Parisi       |
|    | Italia (bandiera) | C     | Elio Pecoraro      |
|    | Italia (bandiera) | A     | Oscar Pettinari    |
|    | Italia (bandiera) | A     | Marcello Porciatti |
|    | Italia (bandiera) | C     | Ulisse Raza        |
|    | Italia (bandiera) | D     | Stefano Serami     |
|    | Italia (bandiera) | C     | Giuseppe Testa     |
|    | Italia (bandiera) | C     | Roberto Verdicchio |

## Risultati

### Campionato

#### Girone di andata
| 20 settembre 1987 1ª giornata | Mantova | 1 – 1 | Varese |  |

| 27 settembre 1987 2ª giornata | Varese | 0 – 1 | Vogherese |  |

| 4 ottobre 1987 3ª giornata | Treviso | 2 – 1 | Varese |  |

| 11 ottobre 1987 4ª giornata | Varese | 1 – 2 | Chievo |  |

| 18 ottobre 1987 5ª giornata | Alessandria | 2 – 2 | Varese |  |

| 25 ottobre 1987 6ª giornata | Varese | 0 – 0 | Venezia-Mestre |  |

| 1º novembre 1987 7ª giornata | Sassuolo | 0 – 0 | Varese |  |

| 8 novembre 1987 8ª giornata | Casale | 2 – 1 | Varese |  |

| 15 novembre 1987 9ª giornata | Varese | 3 – 3 | Giorgione |  |

| 22 novembre 1987 10ª giornata | Legnano | 1 – 2 | Varese |  |

| 29 novembre 1987 11ª giornata | Varese | 0 – 1 | Pergocrema |  |

| 6 dicembre 1987 12ª giornata | Pro Patria | 1 – 0 | Varese |  |

| 13 dicembre 1987 13ª giornata | Varese | 0 – 0 | Pro Sesto |  |

| 20 dicembre 1987 14ª giornata | Varese | 0 – 0 | Telgate |  |

| 3 gennaio 1988 15ª giornata | Suzzara | 0 – 0 | Varese |  |

| 10 dicembre 1987 16ª giornata | Varese | 2 – 0 | Novara |  |

| 17 gennaio 1988 17ª giornata | Pordenone | 0 – 0 | Varese |  |

#### Girone di ritorno
| 24 gennaio 1988 18ª giornata | Varese | 0 – 2 | Mantova |  |

| 31 gennaio 1988 19ª giornata | Vogherese | 1 – 0 | Varese |  |

| 7 febbraio 1988 20ª giornata | Varese | 1 – 0 | Treviso |  |

| 21 febbraio 1988 21ª giornata | Chievo | 0 – 0 | Varese |  |

| 28 febbraio 1988 22ª giornata | Varese | 0 – 0 | Alessandria |  |

| 6 marzo 1988 23ª giornata | Venezia-Mestre | 1 – 1 | Varese |  |

| 13 marzo 1988 24ª giornata | Varese | 0 – 0 | Sassuolo |  |

| 20 marzo 1988 25ª giornata | Varese | 1 – 0 | Casale |  |

| 2 aprile 1988 26ª giornata | Giorgione | 1 – 0 | Varese |  |

| 10 aprile 1988 27ª giornata | Varese | 2 – 3 | Legnano |  |

| 17 aprile 1988 28ª giornata | Pergocrema | 0 – 0 | Varese |  |

| 24 aprile 1988 29ª giornata | Varese | 2 – 1 | Pro Patria |  |

| 8 maggio 1988 30ª giornata | Pro Sesto | 0 – 0 | Varese |  |

| 15 maggio 1988 31ª giornata | Telgate | 2 – 2 | Varese |  |

| 22 maggio 1988 32ª giornata | Varese | 3 – 1 | Suzzara |  |

| 29 maggio 1988 33ª giornata | Novara | 0 – 0 | Varese |  |

| 5 giugno 1988 34ª giornata | Varese | 1 – 0 | Pordenone |  |